# Pásovcovití
Pásovcovití (Dasypodidae) jsou jednou ze dvou čeledí pásovců (Cingulata); druhou jsou pláštníkovití (Chlamyphoridae). Zástupci pásovcovitých jsou rozšíření ve Střední, Jižní a díky pásovci devítipásému i v jihovýchodní oblasti Severní Ameriky.  

## Popis a morfologie

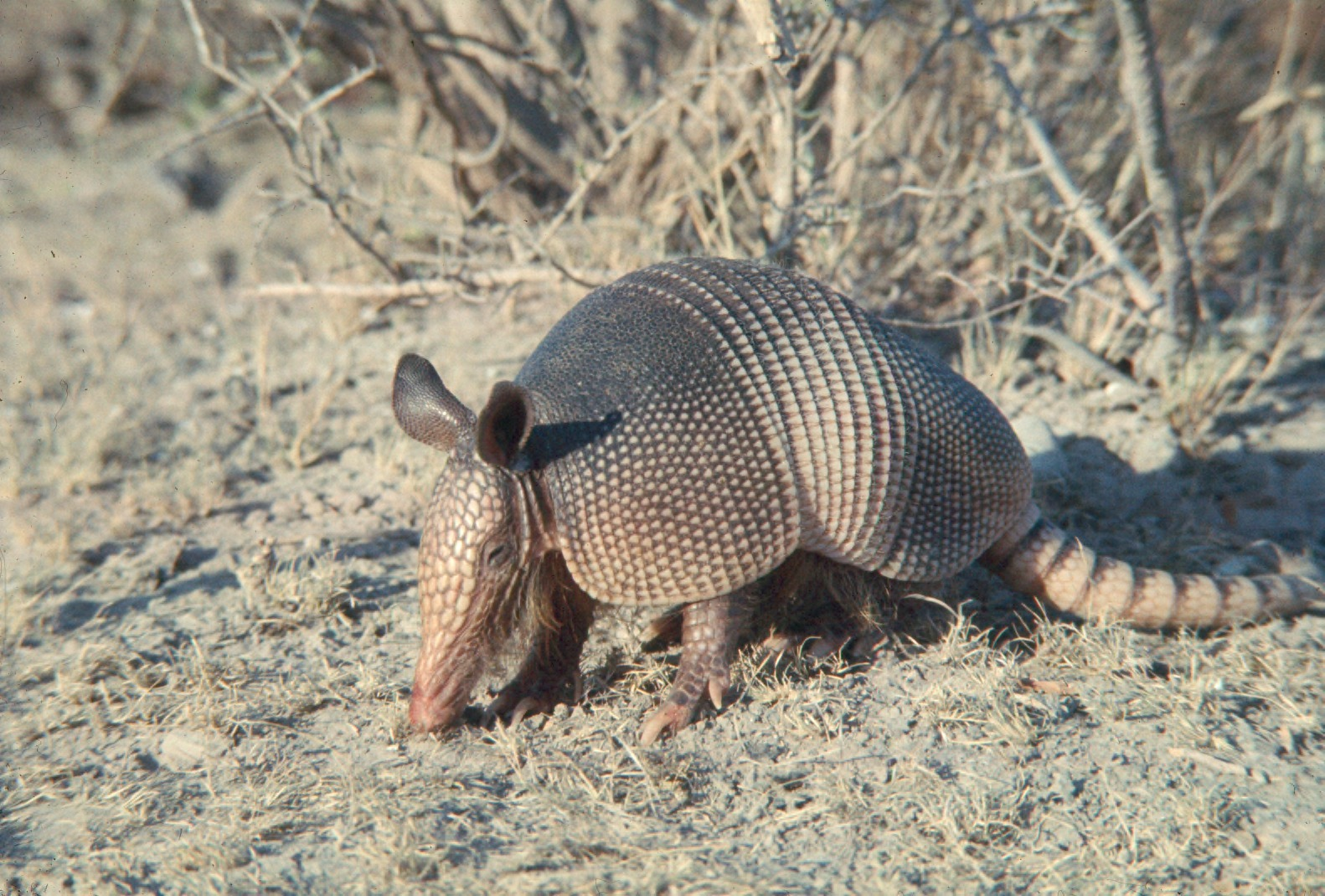
Pásovec sedmipásý

Jedná se o menší až středně velké pásovce o délce těla (bez ocasu) mezi 24–57 cm, ocas má od 13–48 cm. Váha se pohybuje kolem 1–10 kg. Tělo pásovcovitých je široké a dorzoventrálně zploštělé. Hřbet, ocas a hlava jsou chráněny tzv. pancířem, čili sadou destiček z dermální kosti, jejichž povrch pokrývají rohovinové šupiny. Hřbetní část pancíře je tvořena příčnými pásy oddělenými kůží. Počet těchto pásů se pohybuje mezi 6–11 v závislosti na druhu i geografické lokalitě. Díky jejich spojení flexibilní kůží pásovcovití mohou svůj hřbet volně ohýbat a v případě nebezpečí se srolovat do klubíčka, takže jejich neobrněná spodina zůstává skryta pod pancířem.
Tělo je řídce osrstěno dlouhými hrubými chlupy. Zcela nejvíce srsti má pásovec horský, jehož krunýř je kompletně osrstěn dlouhými nažloutlými chlupy, díky nimiž krunýř takřka nejde vidět. Z hlavy vyčnívají ušní boltce, počet kolíkovitých zubů se pohybuje mezi 28–36 a vrcholky zubů jsou pokryty sklovinou. Končetiny jsou krátké, na jejich konci se nachází silné prsty s mohutnými drápy. Přední končetiny mají čtyři prsty, z nichž prostřední dva jsou největší, zatímco zadní končetiny mají pět prstů.
Samice nemají pravou vagínu, na jejím místě se nachází urgenitální sinus (sinus urogenitalis). Pásovcovití nemají dobrou termoregulaci, avšak jsou odolní vůči hepoxii, tzn. nedostatku kyslíku.

## Ekologie a chování
Jedná se o samotářská zvířata žijící v norách, které si sami hloubí s pomocí svých odrápených končetin. Nory mohou být dlouhé až 7,5 m a až 3,5 m pod povrchem, typické nory jsou však kratší. Nory bývají často vystlány suchým rostlinným materiálem jako jsou listy. Nory slouží k odpočinku, termoregulaci, vrhům a výchově mláďat. Samice mohou procházet utajenou březostí, vrhají až 12 mláďat. Pásovcovití se živí hmyzem, hlavně mravenci a termity.

## Výskyt
Pásovcovití se vyskytují od jižních oblastí Spojených států amerických přes Střední Ameriku až po jižní cíp Jižní Ameriky. Severní hranice oblasti výskytu definuje pásovec devítipásý, který je jediným pravidelně se vyskytujícím pásovcem ve Spojených státech. Do středovýchodní části Spojených států přitom začal expandovat teprve ve 2. polovině 19. století díky aktivitám evropských osadníků. Do té doby mu v expanzi překážely geografické bariéry, mj. řeka Rio Grande.

## Systematika

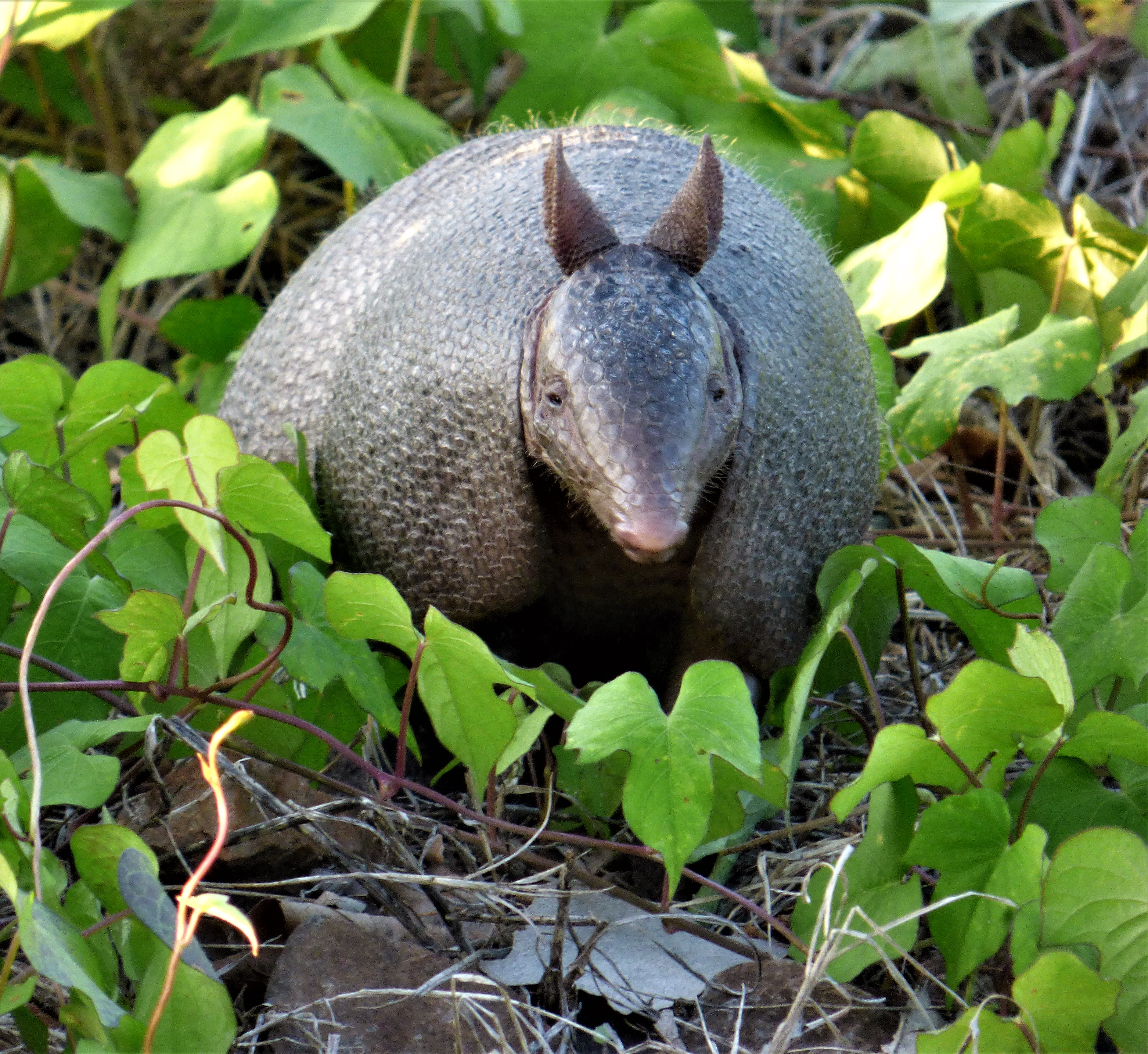
Pásovec jižní

Pásovcovití (Dasypodidae) v tradiční taxonomii představovali jedinou čeleď řádu pásovci (Cingulata), což je jedna z hlavních linií chudozubých (Xenarthra). V rámci pásovcovitých se rozlišovaly čtyři podčeledi: Dasypodinae, Euphractinae, Chlamyphorinae a Tolypeutinae.
Na základě genetické studie z roku 2015 však došlo k vydělení čeledi pláštníkovitých (Chlamyphoridae), do které se přeřadila většina podčeledí řazených k pásovcovitým, a v pásovcovitých tak zůstala jediná podčeleď Dasypodinae s jediným recentním rodem Dasypus. Odhaduje se, že pásovcovití a pláštníkovití se od sebe vydělili již před 45–42 miliony lety. K pásovcovitým se tedy relativně nově řadí následující druhy:
- pásovec devítipásý (Dasypus novemcinctus) Linnaeus, 1758
- pásovec horský (Dasypus pilosus) (Fitzinger, 1856)
- pásovec jižní (Dasypus hybridus) (Desmarest, 1804)
- pásovec Kapplerův (Dasypus kappleri) Krauss, 1862
- pásovec pampový (Dasypus sabanicola) Mondolfi, 1968
- pásovec sedmipásý (Dasypus septemcinctus) Linnaeus, 1758
- Dasypus mazzai José Yepes, 1933

Rod Dasypus se řadí do podčeledi Dasypodinae a tribu Dasypodini. Nejstarší fosilie pásovců z tohoto tribu pocházejí z kolumbijských raně miocenních depositů, jejichž stáří bylo odhadnuto na 13 milionů let. Z dalšího velkého množství fosilních rodů pásovcovitých lze zmínit:
- † Acantharodeia
- † Amblytatus
- † Anadasypus
- † Archaeutatus
- † Astegotherium
- † Astegotherium
- † Barrancatatus
- † Chasicotatus
- † Chorobates
- † Coelutaetus
- † Eocoleophorus
- † Epipeltecoelus
- † Eutatus
- † Hemiutaetus
- † Isutaetus
- † Lumbreratherium
- † Macrochorobates
- † Mazzoniphractus
- † Meteutatus
- † Nanoastegotherium
- † Parastegosimpsonia
- † Pedrolypeutes
- † Pliodasypus
- † Prodasypus
- † Proeutatus
- † Propraopus
- † Prostegotherium
- † Pucatherium
- † Punatherium
- † Riostegotherium
- † Stegosimpsonia
- † Stegotherium
- † Stenotatus
- † Utaetus